# H-пространство
H-пространство — обобщение понятия топологической группы определённого типа.

## Определение
Связное топологическое пространство {\displaystyle X} вместе с непрерывным отображением 
{\displaystyle \mu \colon X\times X\to X}
с единичным элементом, то есть элементом {\displaystyle e\in X} такое, что
{\displaystyle \mu (e,x)=\mu (x,e)=x}
для любого {\displaystyle x\in X} называется H-пространством.

### Замечания
- Иногда ограничиваются более слабым условием, что отображения {\displaystyle x\mapsto \mu (e,x)} и {\displaystyle x\mapsto \mu (x,e)} гомотопны тождественному (иногда с фиксированным {\displaystyle e\in X}). 
  - Данные три определения являются эквивалентными для СW-комплексов.

## Примеры
- Каждая топологическая группа является H-пространством.
- Для произвольного топологического пространства {\displaystyle X} пространство {\displaystyle {\mathcal {H}}_{X}} всех непрерывных отображений {\displaystyle X\to X}, гомотопных тождественному, является H-пространством.
  - При этом {\displaystyle \mu \colon {\mathcal {H}}_{X}\times {\mathcal {H}}_{X}\to {\mathcal {H}}_{X}} можно определить как композицию {\displaystyle \mu (f,g)=f\circ g}.

- Среди сфер, только {\displaystyle \mathbb {S} ^{0}}, {\displaystyle \mathbb {S} ^{1}}, {\displaystyle \mathbb {S} ^{3}} и {\displaystyle \mathbb {S} ^{7}} являются H-пространствами. При этом
  - Каждое из этих пространств образует подмножество элементов с единичной нормой среди вещественных чисел, комплексных чисел, кватернионов и октонионов соответственно.
  - {\displaystyle \mathbb {S} ^{0}}, {\displaystyle \mathbb {S} ^{1}} и {\displaystyle \mathbb {S} ^{3}} являются группами Ли, а {\displaystyle \mathbb {S} ^{7}} — нет.

## Свойства
- Фундаментальная группа H-пространства является абелевой.